# Billy Lacey
William Lacey, noto semplicemente come Billy (Enniscorthy, 24 settembre 1889 – 30 maggio 1969), è stato un calciatore irlandese, di ruolo centrocampista.

## Carriera

### Club
Durante la sua ventennale carriera ha vestito i colori di Shelbourne, Everton, Liverpool e New Brighton. Con i Reds ha conquistato due titoli inglesi tra il 1922 e il 1923

### Nazionale
Ha giocato inizialmente per la nazionale nordirlandese per poi passare a quella irlandese dal 1927 fino al termine della carriera.

## Palmarès

### Club

#### Competizioni nazionali
- Campionato inglese: 2

Liverpool: 1921-1922, 1922-1923